# Радивилівська районна рада
Радивилівська райо́нна ра́да — районна рада Радивилівського району Рівненської області. Адміністративний центр — місто Радивилів.

## Склад ради
Загальний склад ради: 42 депутатів.

### Голова
Пастух Олександр Володимирович (нар. 19 червня 1971) — голова райради від 23.11.2012.

### Заступник голови
Ковальчук Петро Васильович (нар. 23 червня 1956) — заступник голови райради.